# الجغرافيا الخيالية

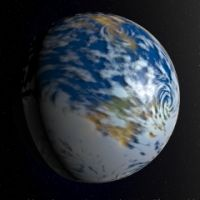
صورة لكوكب الأرض

الجغرافيا الخيالية هي استخدام الخرائط والنصوص والصور لإنشاء الأراضي والأقاليم لمرافقة الأعمال الخيالية. اعتمادًا على اكتمال العمل وتعقيده، والوسائط المتنوعة، ومستويات التعاون وعدد من العوامل الأخرى، يمكن أن يتراوح تصوير المكونات الجغرافية إلى الأعمال الخيالية من رسومات بسيطة لمنطقة صغيرة كما في «واحد وعشرون بالون» بواسطة «وليام بين دو بوا» إلى عالم خيالي كامل كما هو الحال في سيد الخواتم بواسطة جون رونالد تولكين أو حتى مجرة بأكملها كما في ستار تريك ومتغيراتها.

## أمثلة
| اسم                      | (المؤلفون)                     | تاريخ النشر |
| ------------------------ | ------------------------------ | ----------- |
| الأرض الوسطى             | تولكين ج.ر.ر و كريستوفر تولكين | 1965        |
| نارنيا                   | سي. إس. لويس                   | 1950        |
| الأرض                    | أورسولا لي غوين                | 1968        |
| ذا إيلدر سكرولز          | بيثيسدا سوفت ووركس             | 1994        |
| عالم أغنية الجليد والنار | جورج ر. ر. مارتن               | 1996        |